# Biserica de lemn din Ruginești

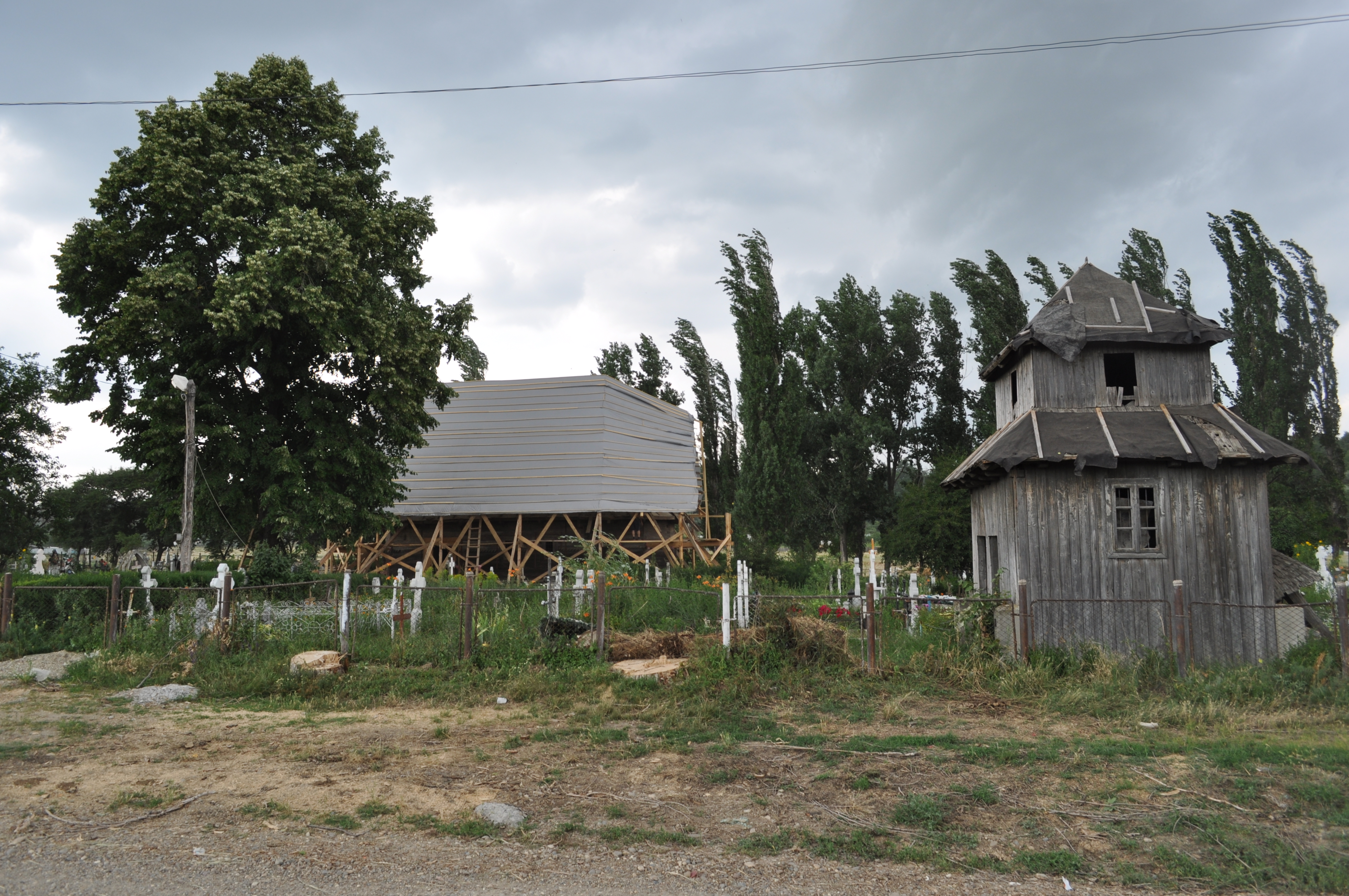
Biserica de lemn „Cuvioasa Paraschiva” din Ruginești, comuna Ruginești, județul Vrancea, foto: iulie 2011.

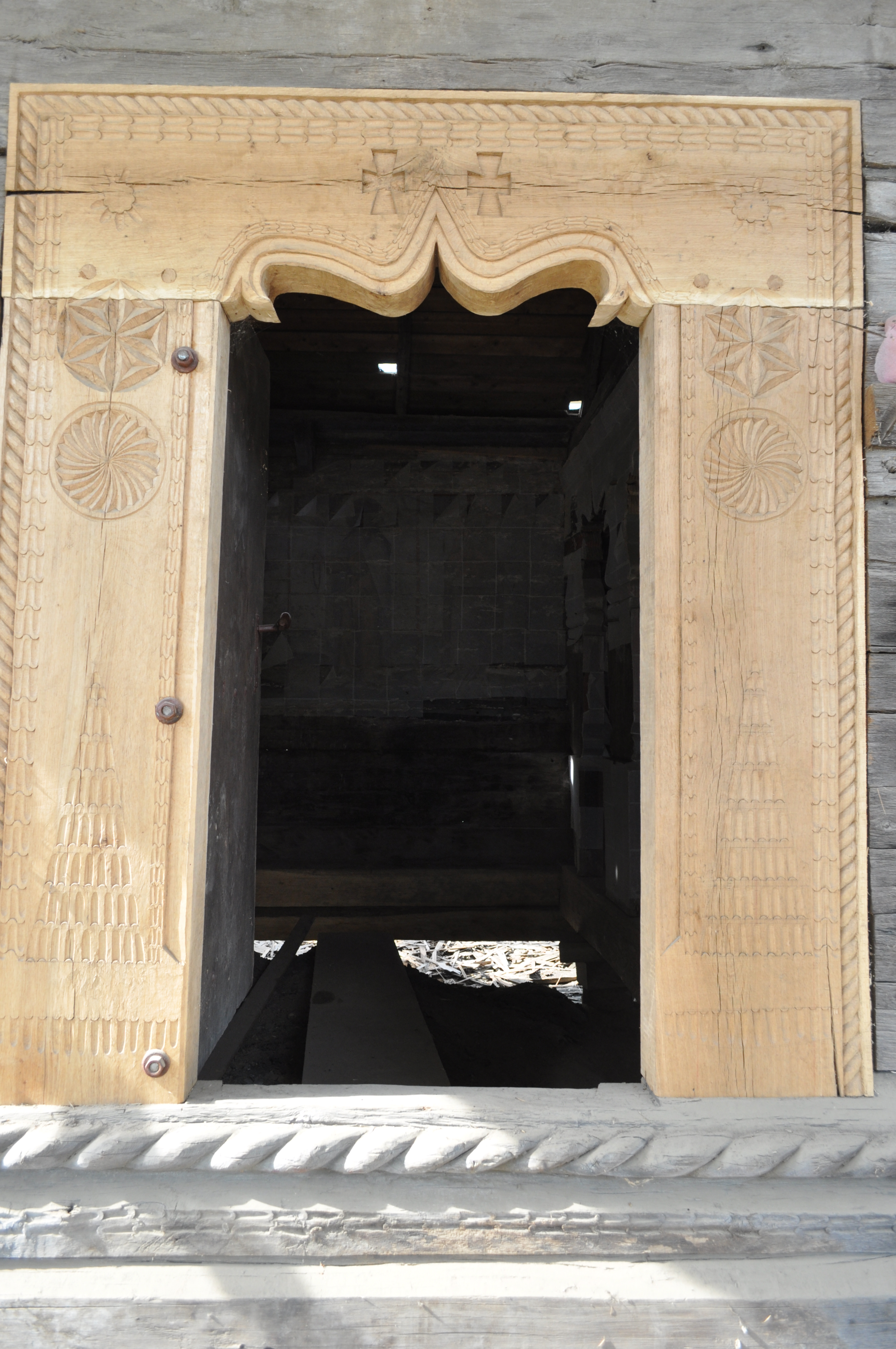
Portalul exterior

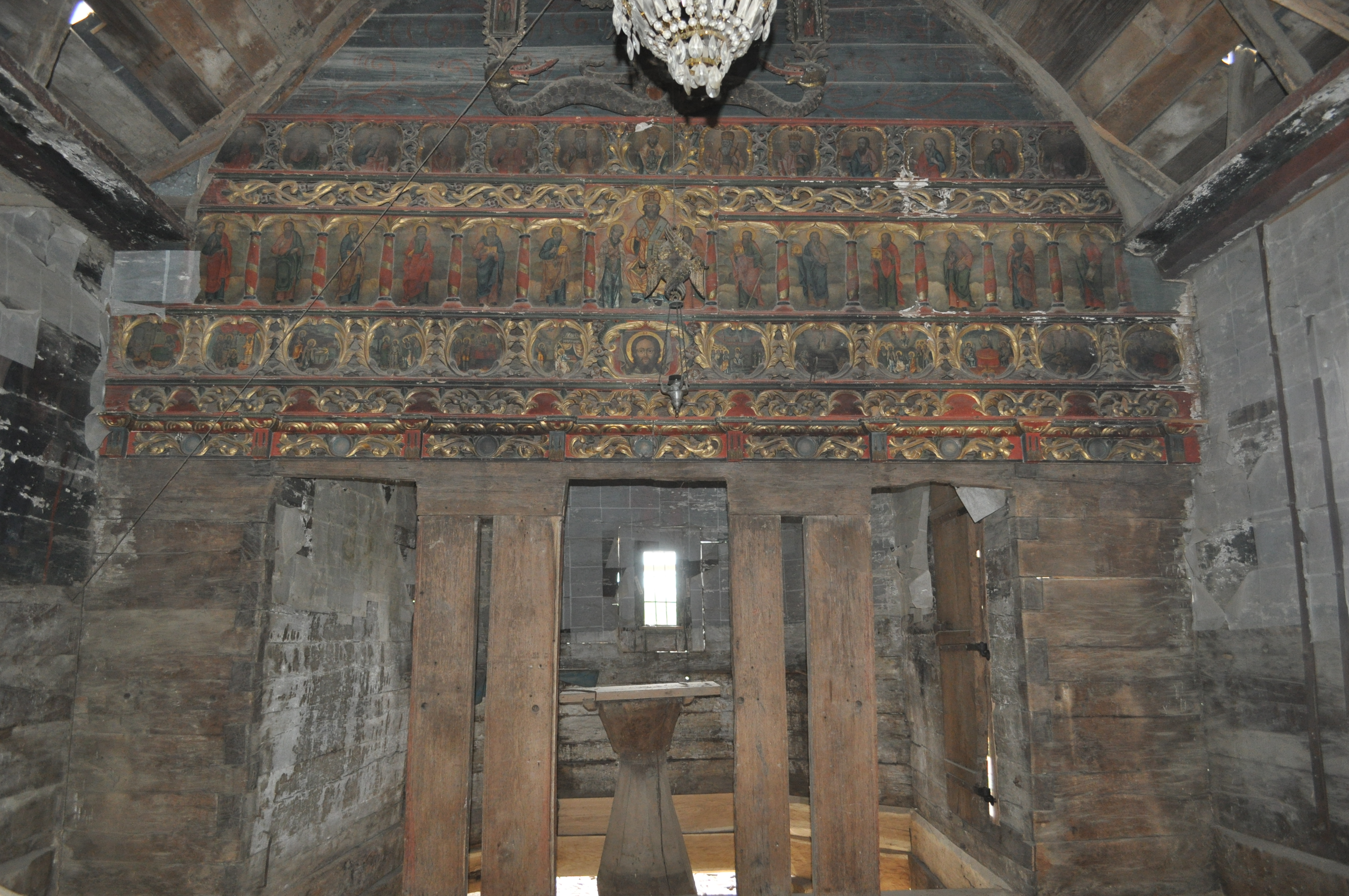
Iconostasul

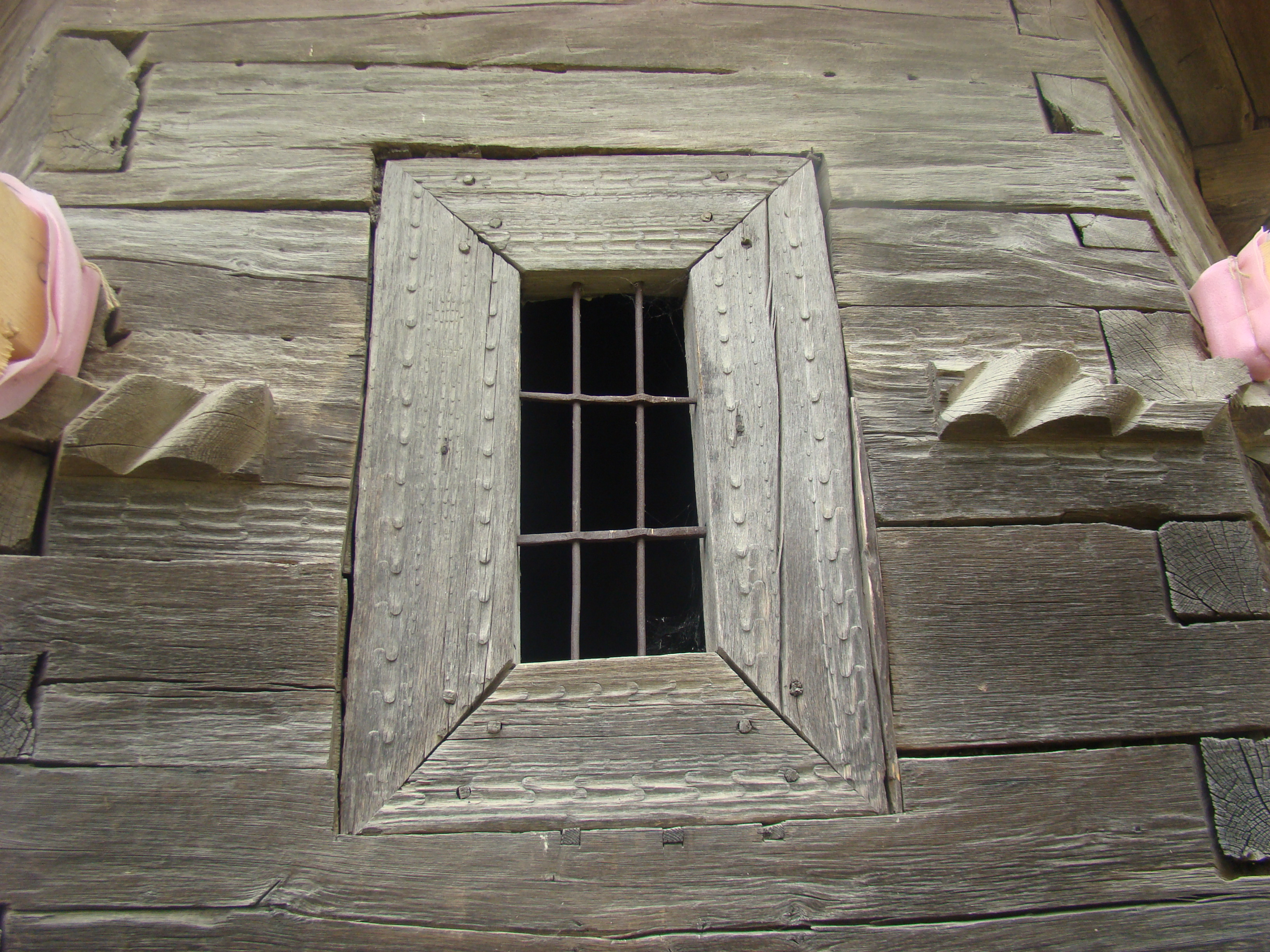
Fereastră

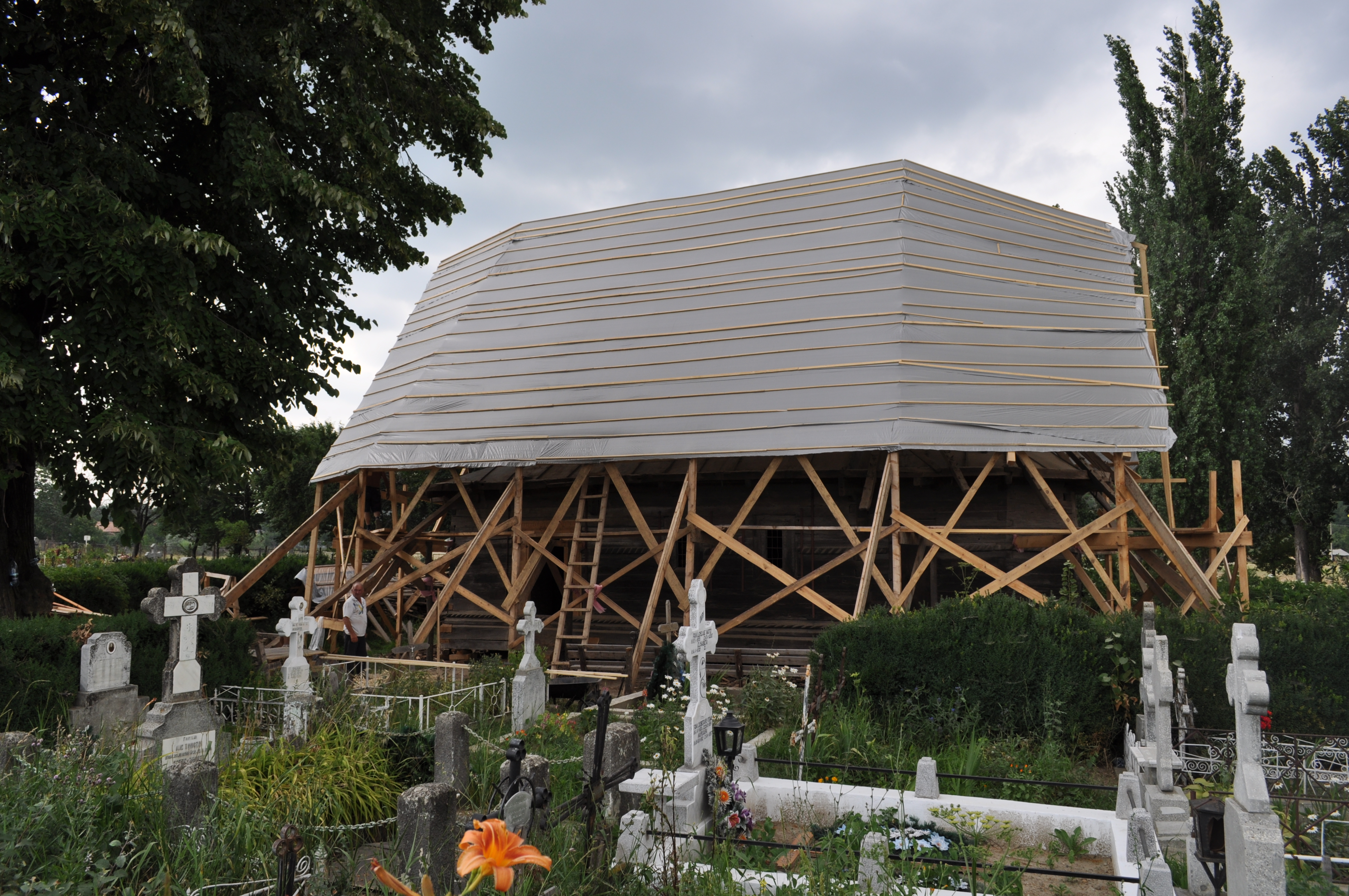
Biserica în plin proces de restaurare

Biserica de lemn din Ruginești, comuna Ruginești, județul Vrancea a fost ridicată în secolul XVII. Figurează pe Lista Monumentelor Istorice din anul 2010 Cod LMI:  VN-II-m-A-06556.

## Istoric și trăsături
Biserica de lemn „Cuvioasa Paraschiva”  a fost ridicată de obștea sătească încă din secolul al XVII-lea. Edificiul înfățișează planul de veche tradiție al navei dreptunghiulare cu partea de vest poligonală și absida altarului decroșată.
Pereții edificiului, înălțați pe o temelie de bolovani de râu, au fost realizați din bârne groase de stejar, încheiate în sistemul vechi de „coadă de rândunică”. Altarul este iluminat de o mică fereastră montată în axul estic al absidei, iar pe latura sudică, în decroș, o ușă face legătura interiorului cu exteriorul.
Accesul în interiorul lăcașului este asigurat de ușa de pe peretele sudic al pronaosului, ușă încoronată de un ancadrament bogat, ornat cu brâu dublu.
Valoarea artistică a bisericii este întregită de o interesantă pictură murală, iar decorația realizată în frescă constituie podoaba de preț a monumentului.

## Imagini din exterior

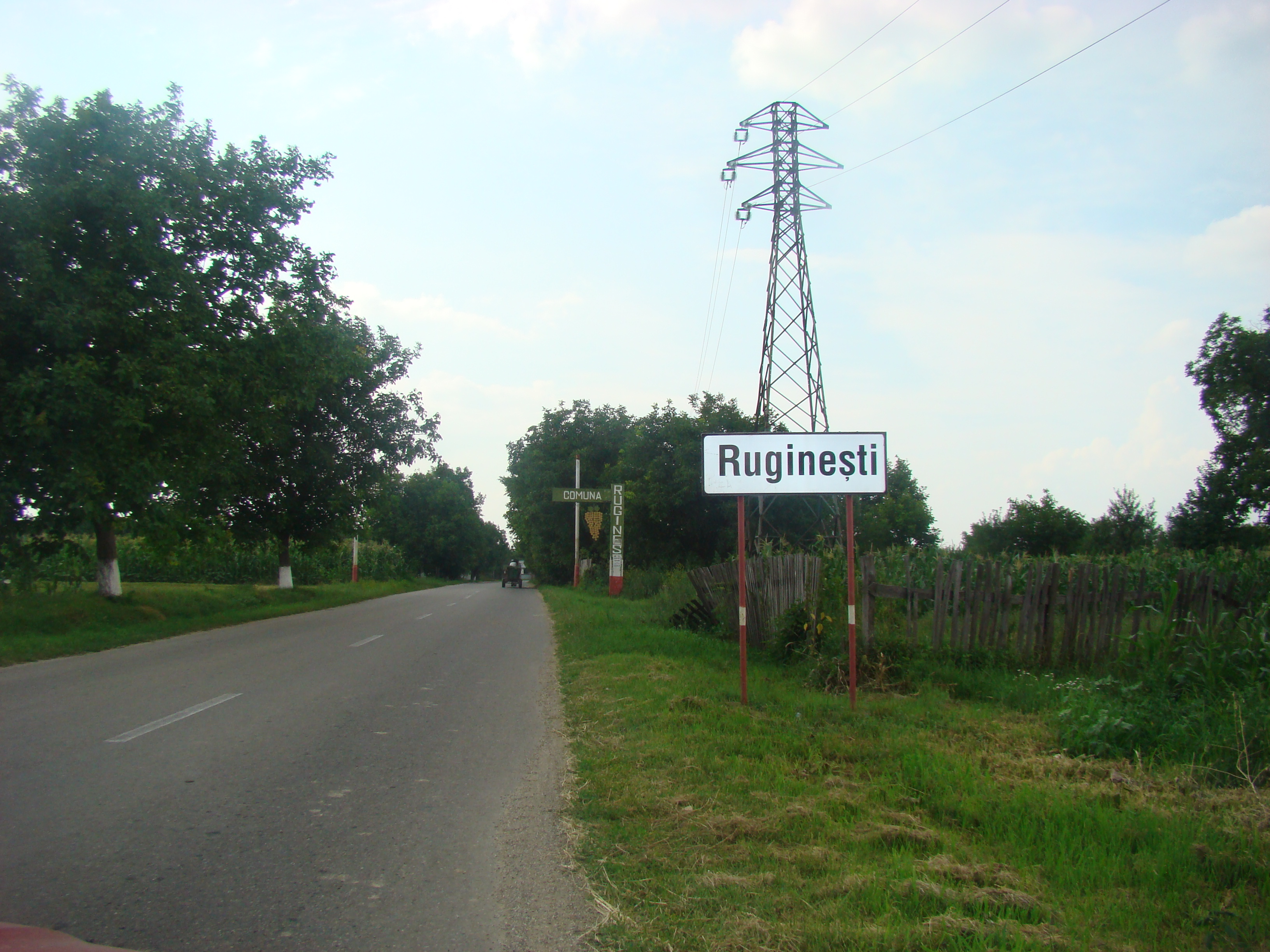
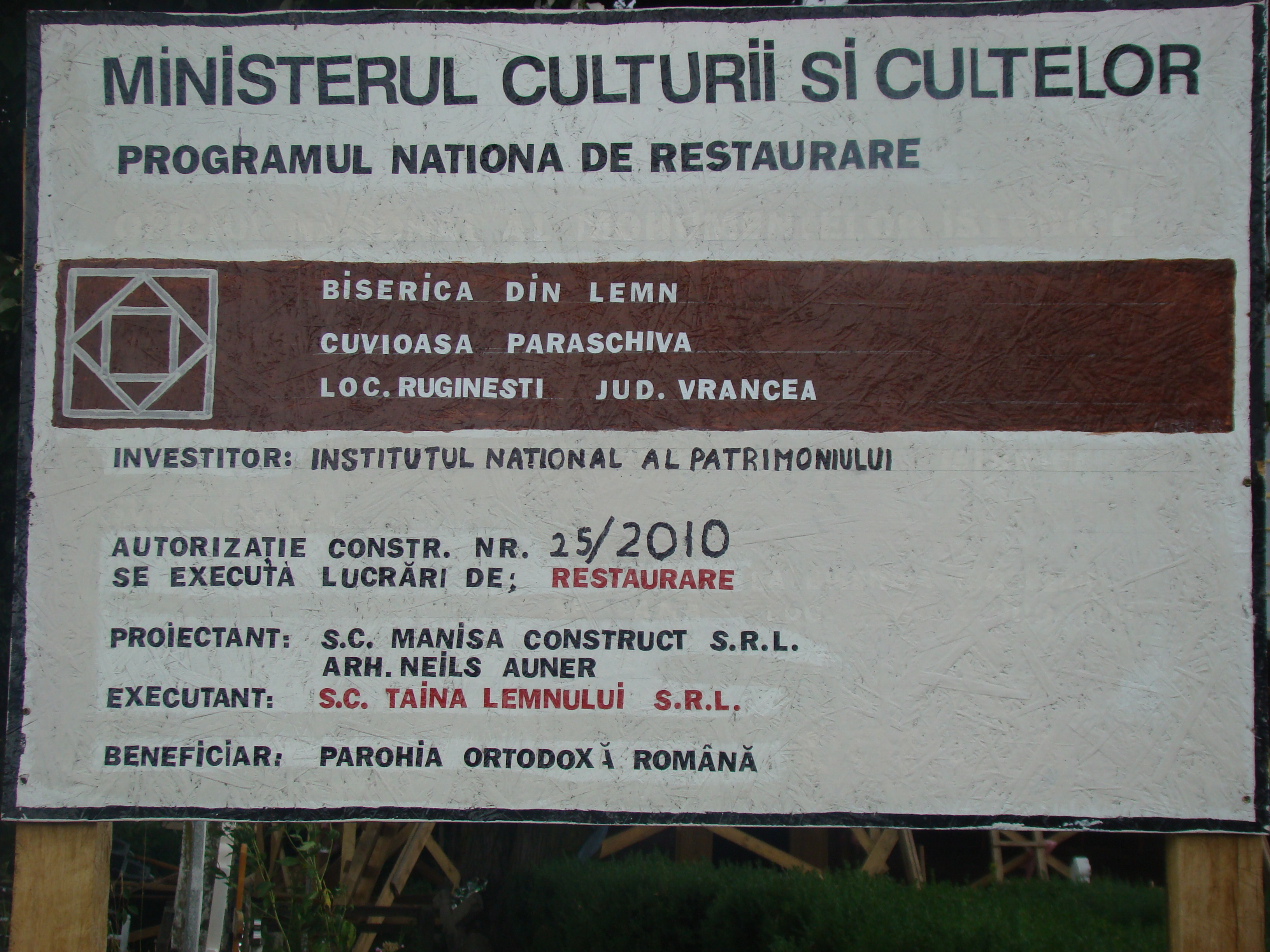
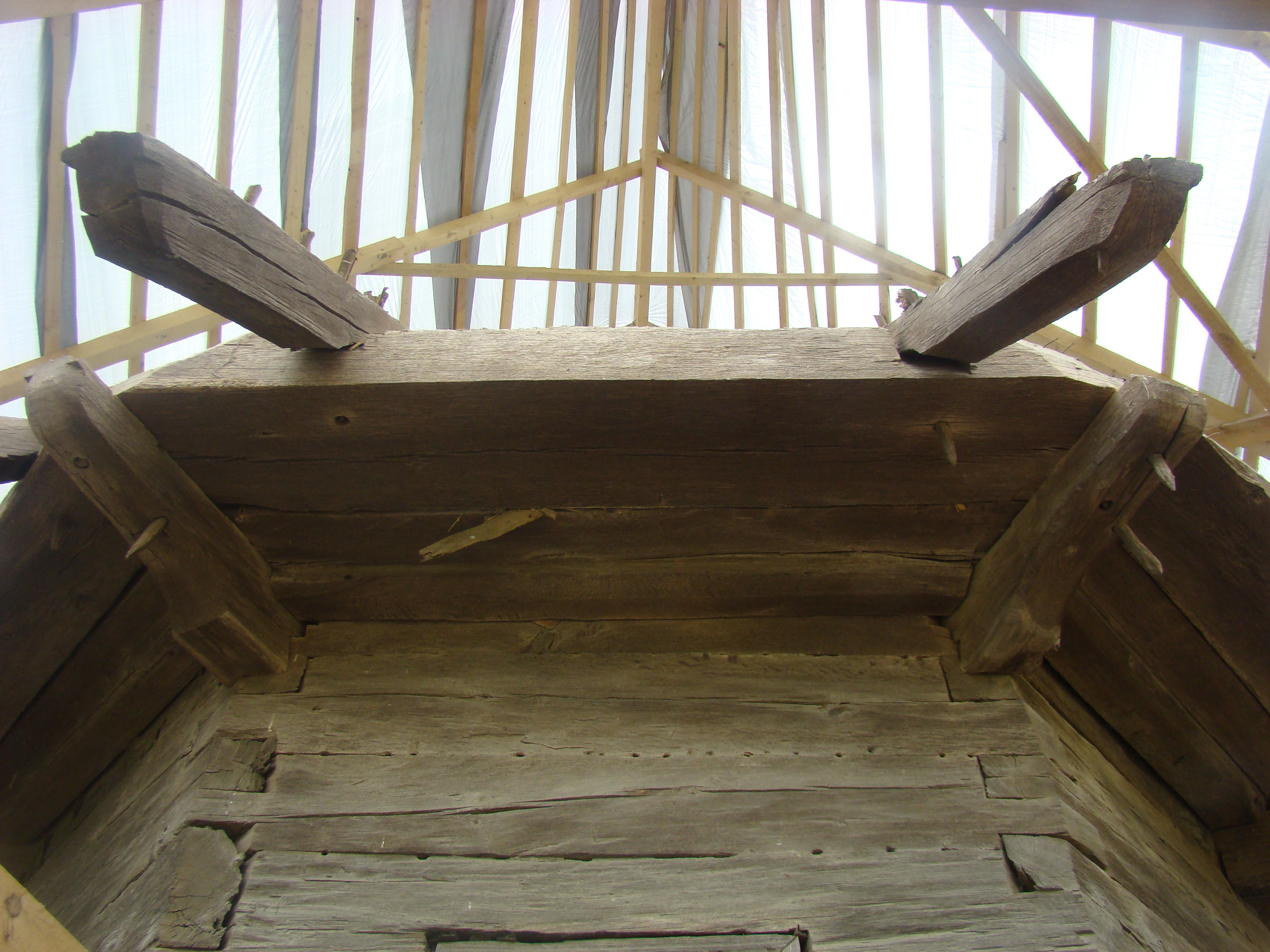
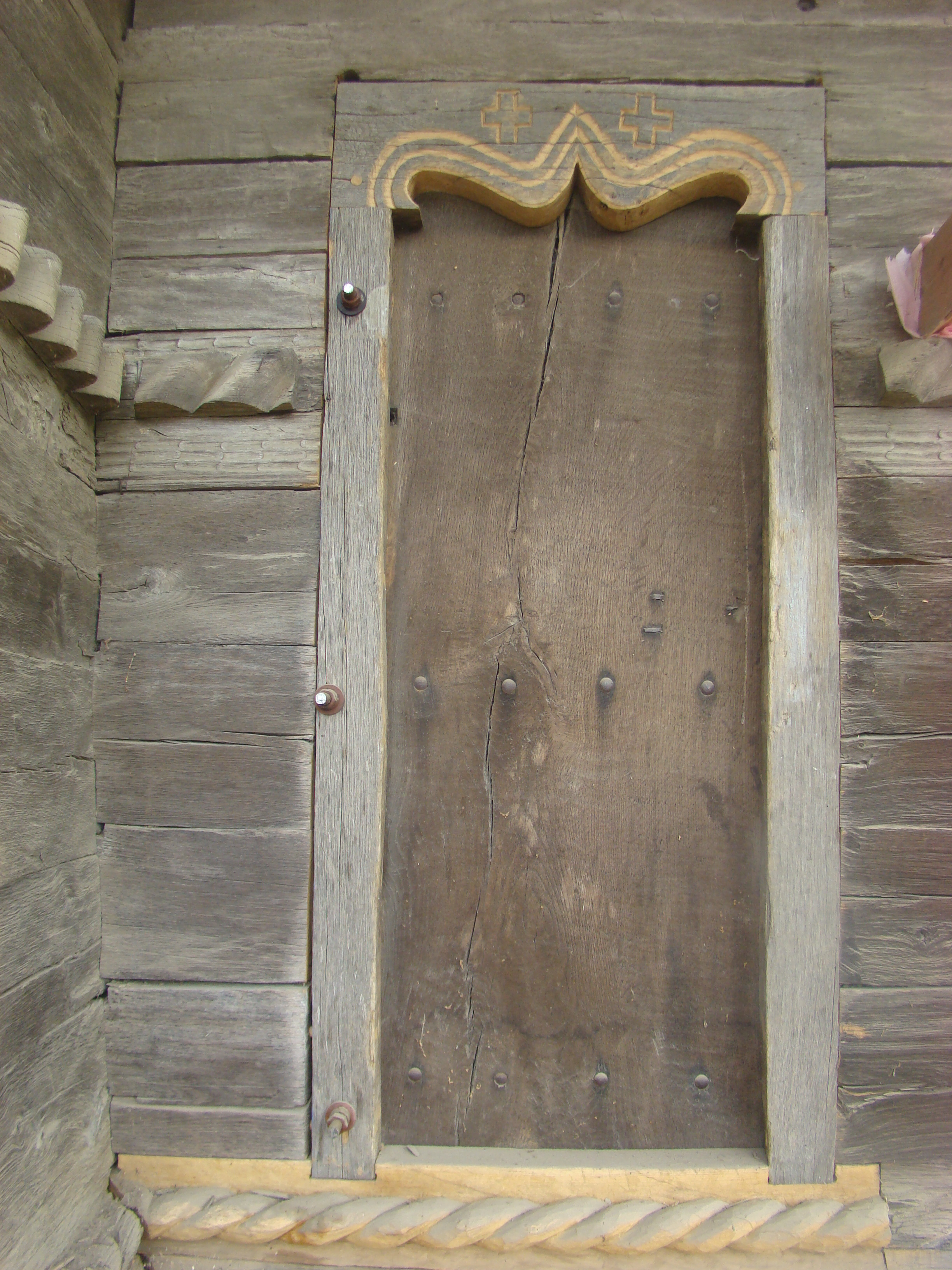
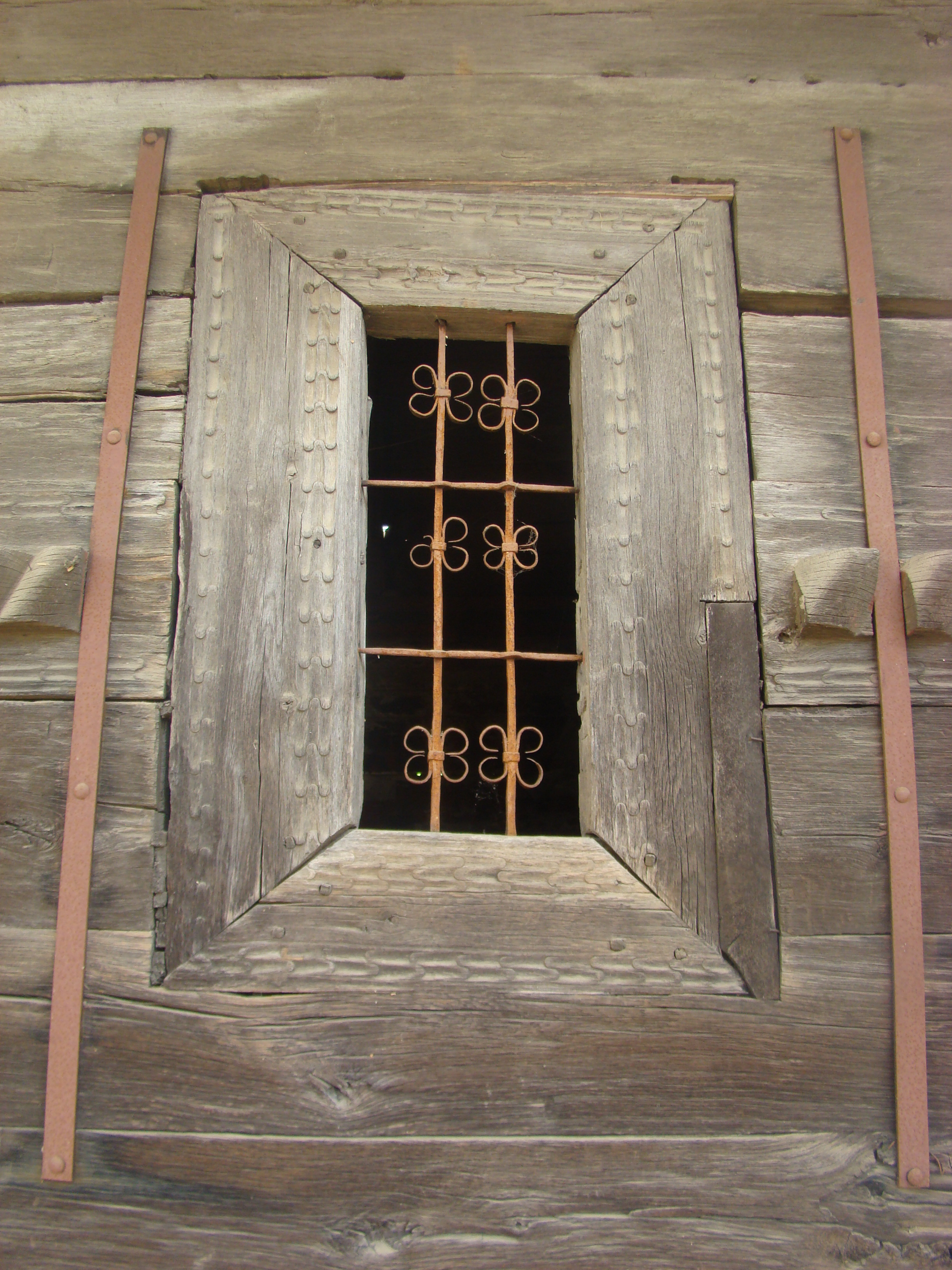
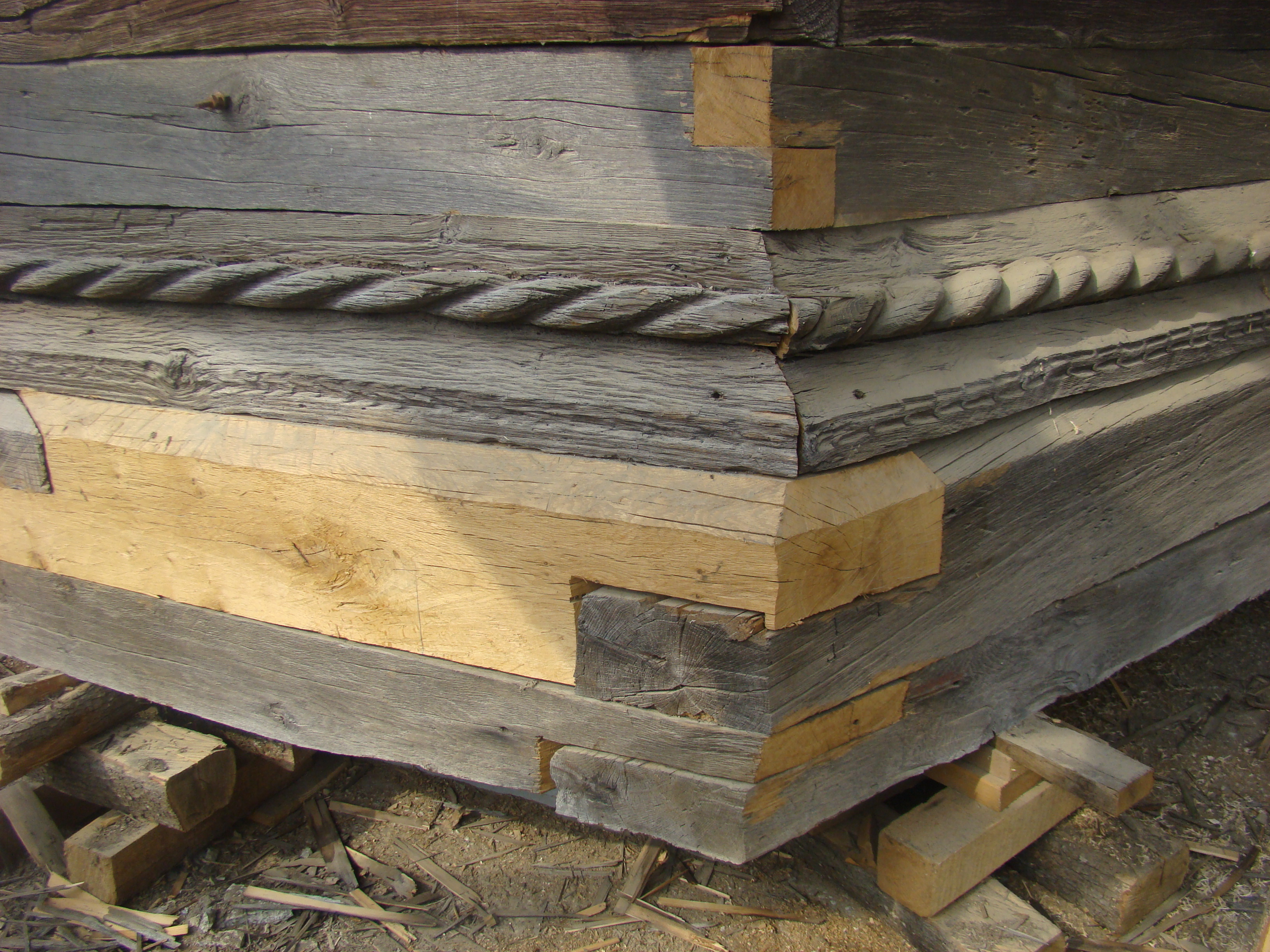
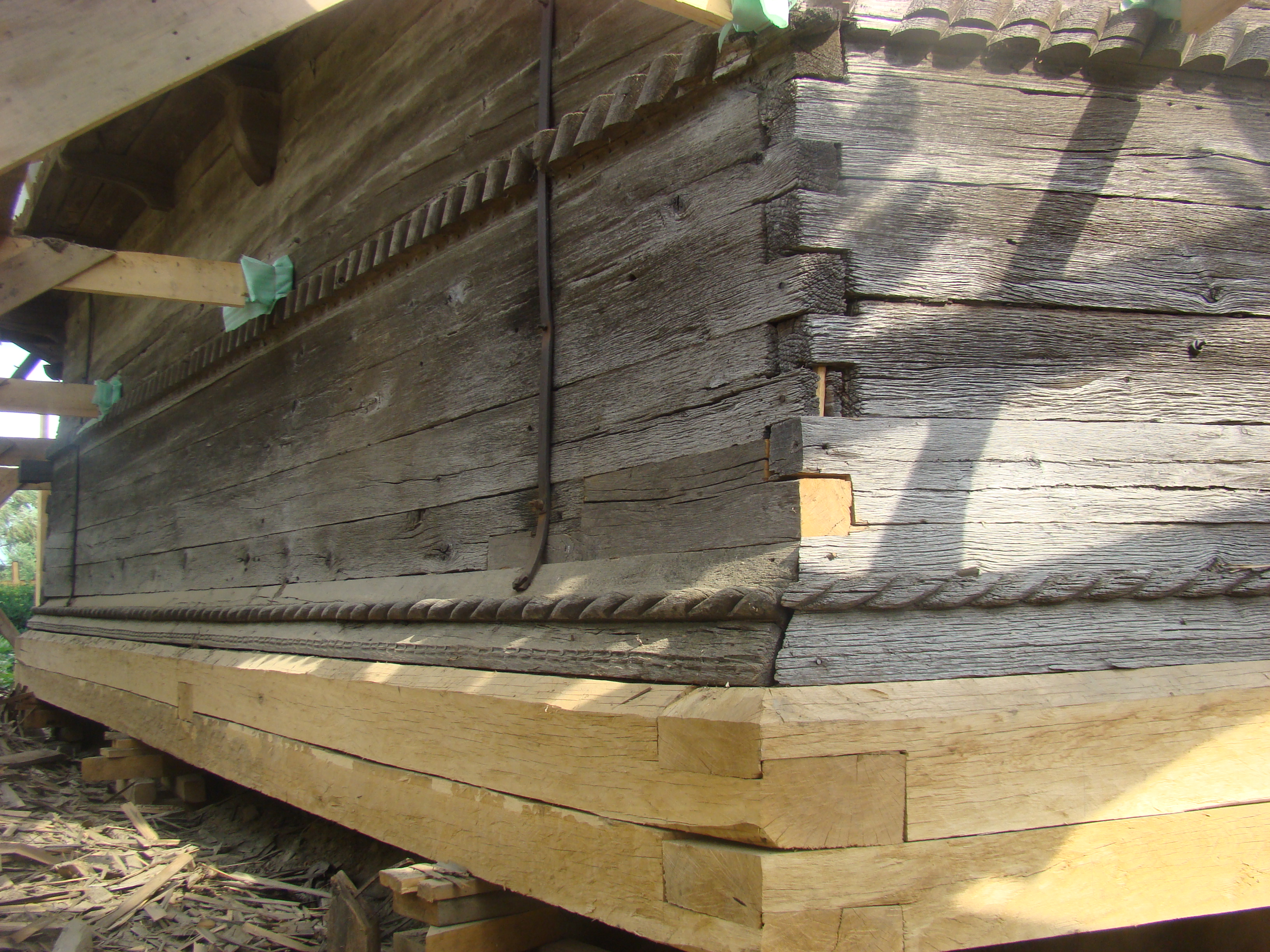
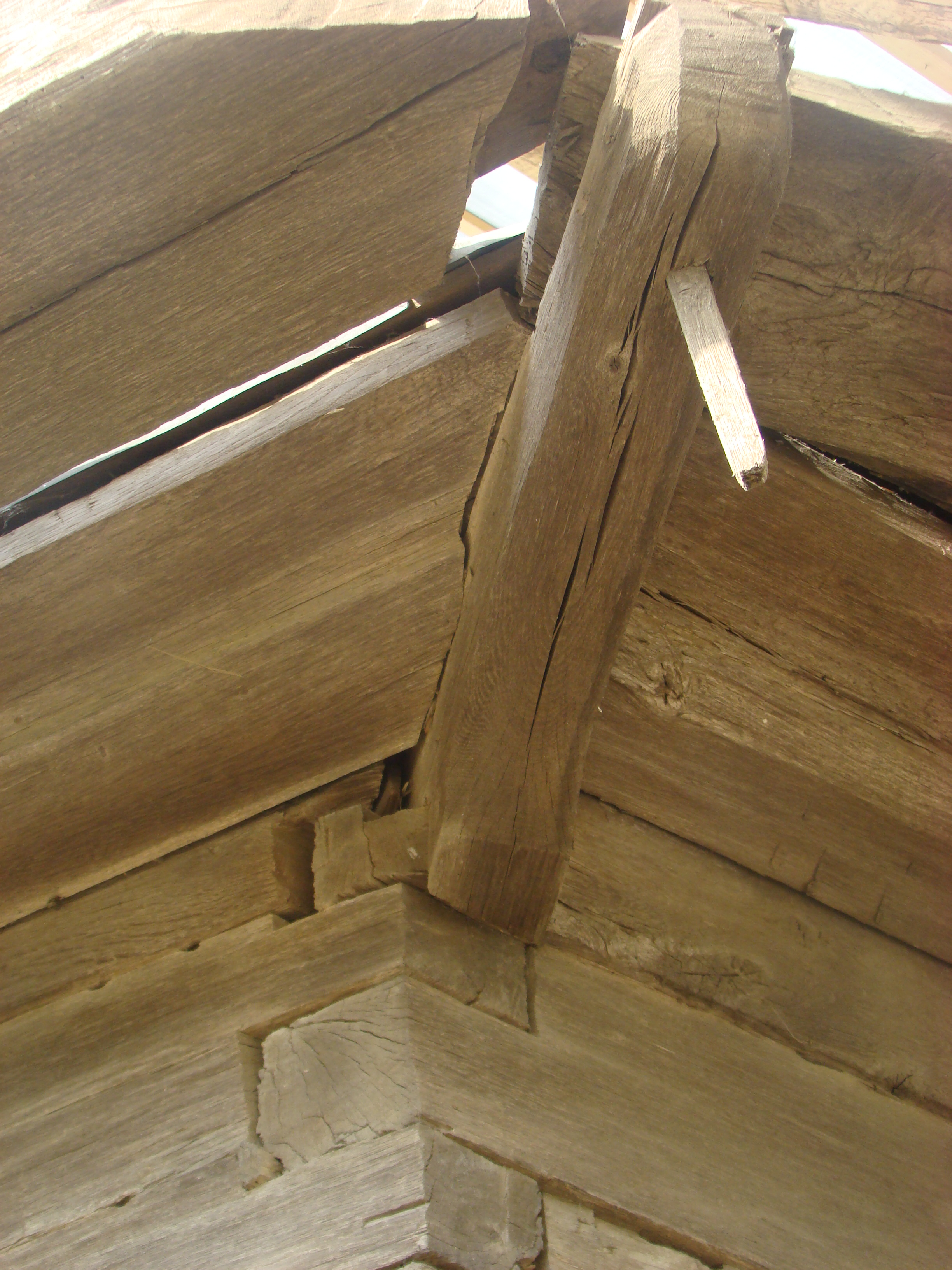
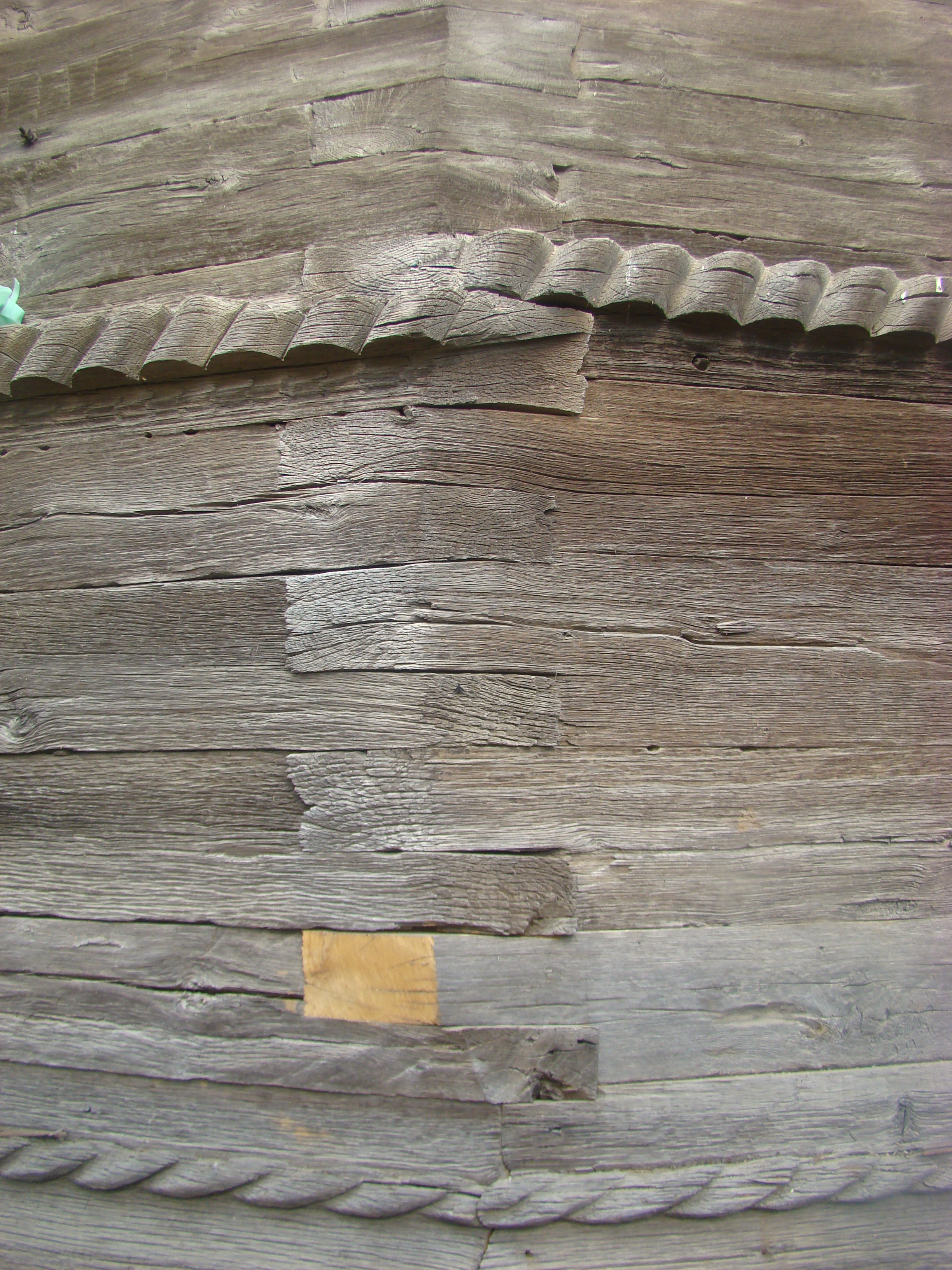
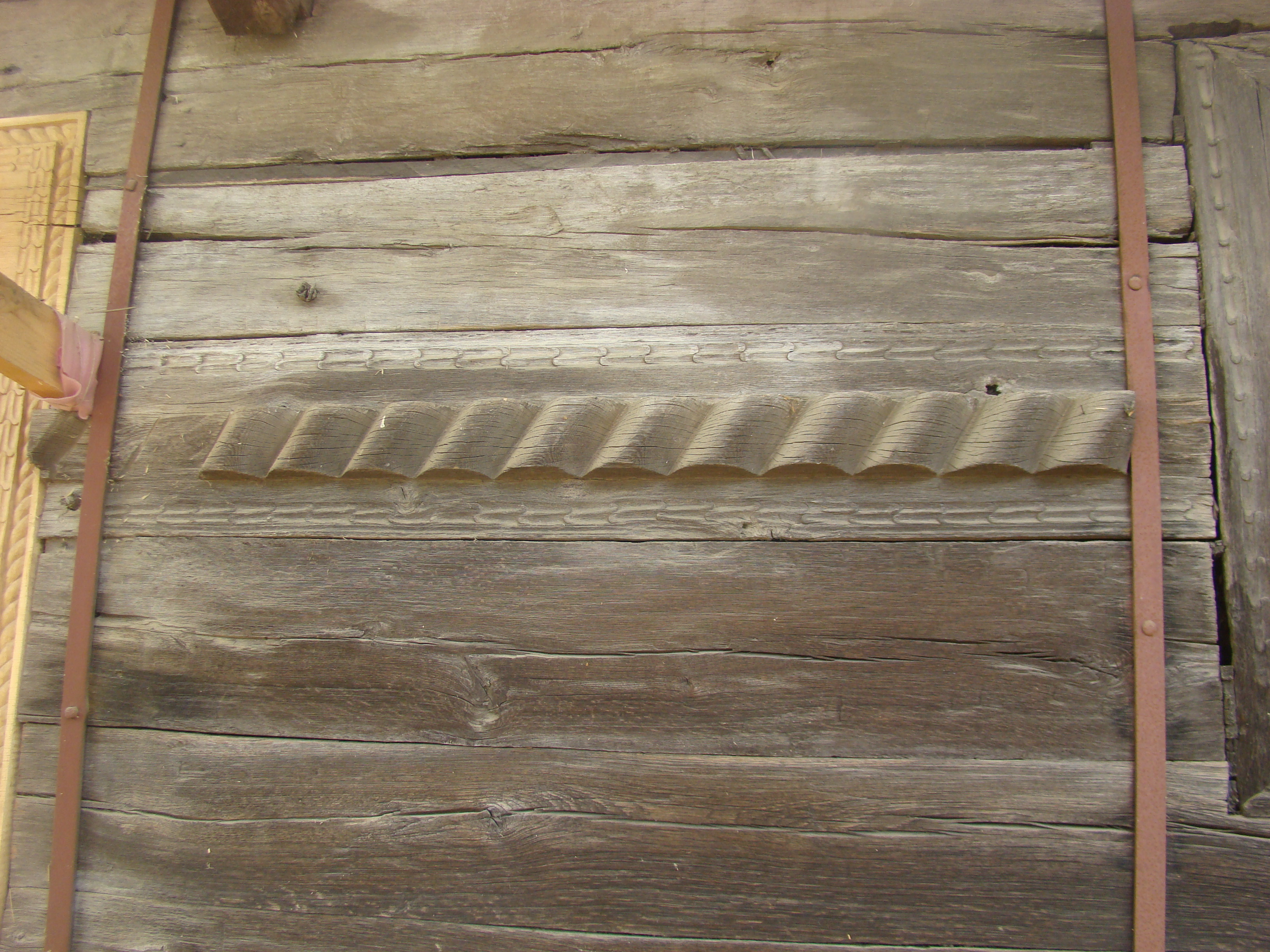
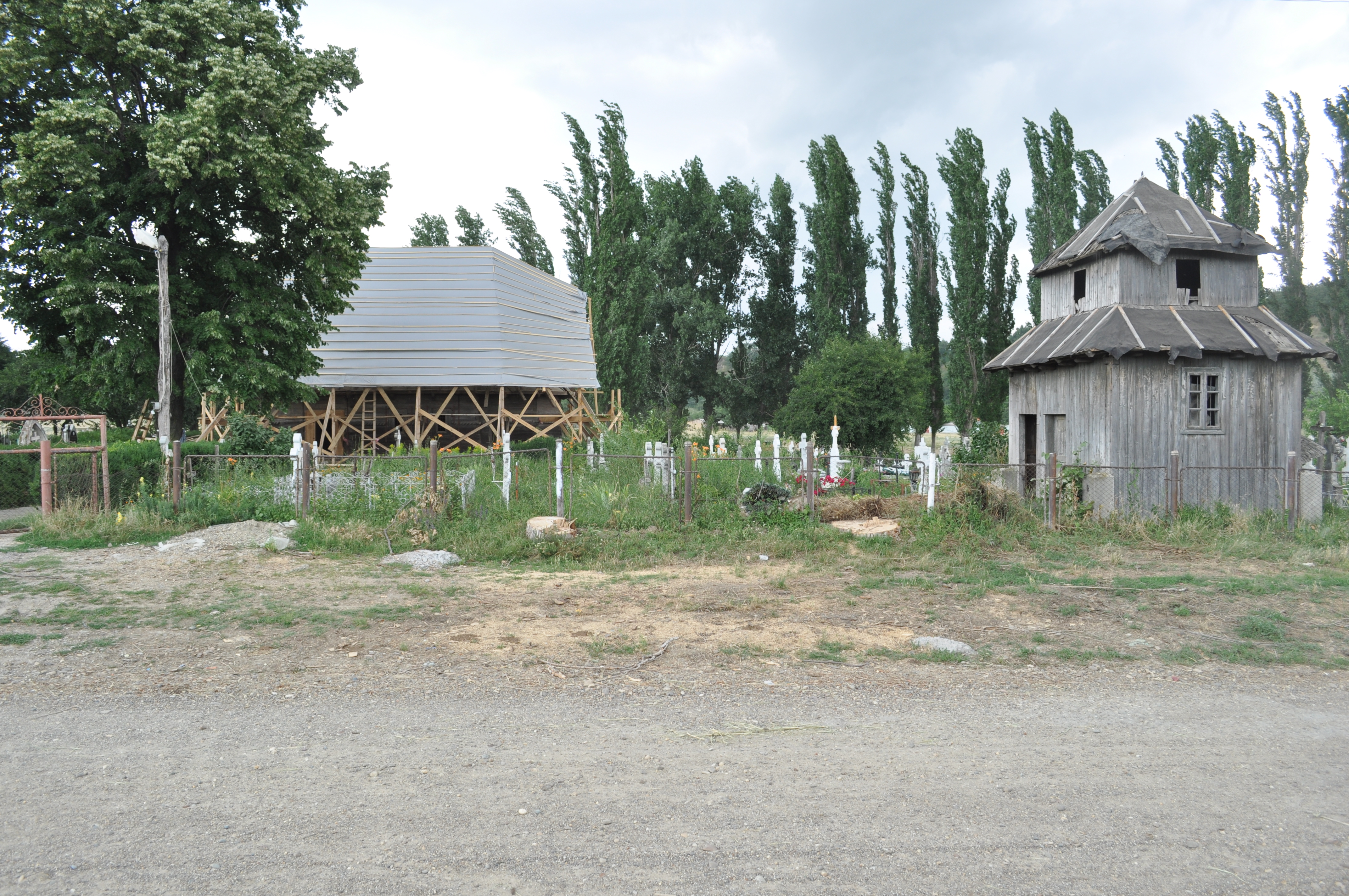
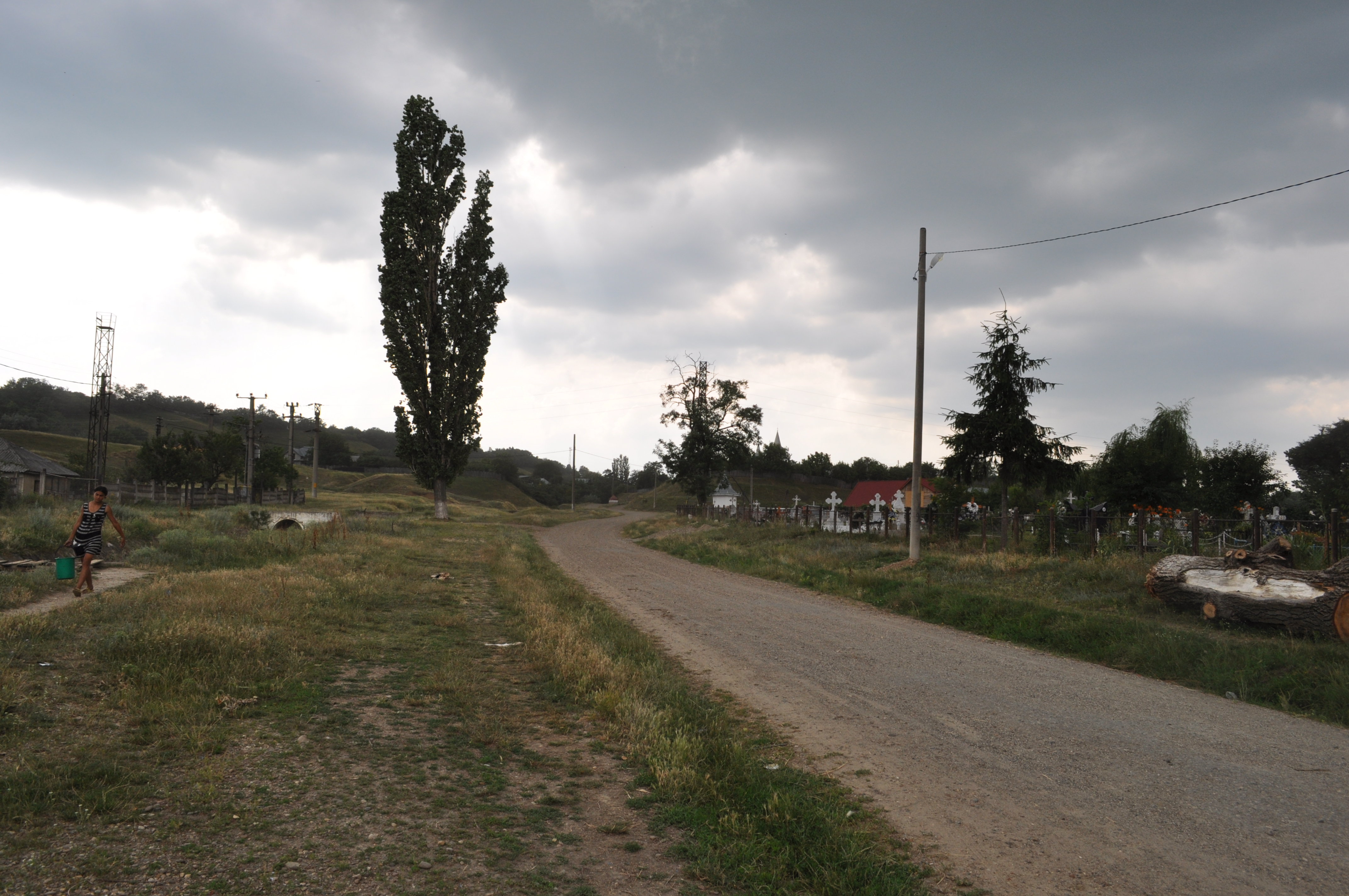